# جاش پین
جاش پین (انگلیسی: Josh Payne) بازیکن فوتبال اهل بریتانیا است.
از باشگاه‌هایی که در آن بازی کرده‌است می‌توان به باشگاه فوتبال وایکام واندررز، باشگاه فوتبال وستهام یونایتد، باشگاه فوتبال ووکینگ، باشگاه فوتبال چلتنهام تاون، باشگاه فوتبال کولچستر یونایتد، باشگاه فوتبال آکسفورد یونایتد، باشگاه فوتبال آلدرشات تاون، باشگاه فوتبال دونکستر راورز، و باشگاه فوتبال ایستلی اشاره کرد.
وی همچنین در تیم ملی فوتبال England C بازی کرده‌است.